# Armando Broja
Armando Broja, né le 10 septembre 2001 à Slough, est un footballeur international albanais qui évolue au poste d'attaquant au Burnley FC.

## Biographie
Broja est né à Slough, en Angleterre, de parents albanais, originaire de Malësi e Madhe.

### Carrière en club
Ayant débuté le foot dans le club local du Burnham Junior, il impressionne tôt dans les tournois de jeunes de la région de Londres, rejoignant l'académie de Tottenham en moins de 8 et 9 ans, avant d'être recruté par les rivaux de Chelsea,,.
S'étant déjà illustré avec les moins de 18 ans puis les moins de 23 ans du club du quartier de Londres, Broja signe son premier contrat professionnel avec Chelsea le 26 février 2020, le liant au club pour deux ans. Le 8 mars 2020, il fait ses débuts professionnels lors d'une victoire 4-0 à domicile contre Everton en Premier League, remplaçant Olivier Giroud à la 86e minute.
Le 21 août 2020, il est prêté une saison au Vitesse en Eredivisie,. Le 19 septembre 2020, il marque son tout premier but en championnat lors d'une victoire 2-0 contre le Sparta Rotterdam.
Pour la saison 2021-2022, Il est prêté en Premier League à Southampton et marque neuf buts.

### Première saison en pro à Chelsea (2022-2023)
Le 2 septembre 2022 Broja signe un nouveau contrat de six ans avec Chelsea, où il s'impose désormais dans la rotation de l'équipe dirigée par Thomas Tuchel. Sous la coupe de Graham Potter, qui prend la place de Tuchel après un mauvais de début de saison, Armando doit continuer de se contenter de quelques minutes en fin de rencontre. Après des entrées en jeu prometteuses, il marque son premier but avec les Blues face à Wolverhampton le 8 octobre 2022 sur un enchaînement brillant. En décembre, il subit une rupture du ligament croisé antérieur du genou droit lors d'un match amical, ce qui met fin à sa saison.

### Carrière en sélection
Broja était éligible pour jouer pour l’Angleterre par le biais de son lieu de naissance, et pour l’Albanie par l’intermédiaire de ses parents albanais. Au début de l’année 2019, il a refusé une invitation de l’équipe d’Angleterre des moins de 21 ans car son désir était de ne jouer que pour l’Albanie.
Déjà sélectionné en équipes de jeunes albanaises,, Broja est appelé le 21 mai 2019 une première fois avec l'Albanie A pour un groupe d'entraînement à Durrës.
Le 9 juin 2019, il reçoit sa première sélection avec les espoirs, lors d'un rencontre amicale face au pays de Galles. Il se met de suite en évidence en étant l'auteur d'un doublé.
Le 7 septembre 2020, il effectue finalement ses débuts avec l'équipe A, lors d'une défaite 0-1 à domicile contre la Lituanie, dans le cadre de la Ligue des nations.
Il est retenu dans la liste des 26 joueurs albanais du sélectionneur Sylvinho pour participer à l'Euro 2024.

## Statistiques
| Saison                | Club                  | Championnat           | Championnat | Championnat | Coupe nationale | Coupe nationale | Coupe de la Ligue | Coupe de la Ligue | Compétition(s) continentale(s) | Compétition(s) continentale(s) | Compétition(s) continentale(s) | Total | Total |
| Saison                | Club                  | Division              | M.          | B.          | M.              | B.              | M.                | B.                | Comp.                          | M.                             | B.                             | M.    | B.    |
| 2019-2020             | Chelsea FC            | Premier League        | 1           | 0           | -               | -               | -                 | -                 | -                              | -                              | -                              | 1     | 0     |
| 2022-2023             | Chelsea FC            | Premier League        | 12          | 1           | -               | -               | 1                 | 0                 | C1                             | 5                              | 0                              | 18    | 1     |
| 2023-2024             | Chelsea FC            | Premier League        | 13          | 1           | 2               | 1               | 4                 | 0                 | -                              | -                              | -                              | 19    | 2     |
| Sous-total            | Sous-total            | Sous-total            | 26          | 2           | 2               | 1               | 5                 | 0                 | -                              | 5                              | 0                              | 38    | 3     |
| 2020-2021             | Vitesse Arnhem (prêt) | Eredivisie            | 30          | 10          | 4               | 1               | -                 | -                 | -                              | -                              | -                              | 34    | 11    |
| 2021-2022             | Southampton FC (prêt) | Premier League        | 32          | 6           | 4               | 1               | 2                 | 2                 | -                              | -                              | -                              | 38    | 9     |
| 2023-2024             | Fulham FC (prêt)      | Premier League        | 8           | 0           | -               | -               | -                 | -                 | -                              | -                              | -                              | 8     | 0     |
| 2024-2025             | Everton FC (prêt)     | Premier League        | 6           | 0           | 1               | 0               | -                 | -                 | -                              | -                              | -                              | 7     | 0     |
| Sous-total            | Sous-total            | Sous-total            | 76          | 16          | 9               | 2               | 2                 | 2                 | -                              | -                              | -                              | 87    | 20    |
| Total sur la carrière | Total sur la carrière | Total sur la carrière | 102         | 18          | 11              | 3               | 7                 | 2                 | -                              | 5                              | 0                              | 125   | 23    |